# Einheitliche Sichtung und Auswahl
Die Einheitliche Sichtung und Auswahl (ESA) war ein ab 1973 in der DDR betriebenes Verfahren zur Sichtung und Auswahl von Kindern und Jugendlichen für den Eintritt in eine Kinder- und Jugendsportschule des Deutschen Turn- und Sportbundes (DTSB).